# Gea Norvegica Geopark
Gea Norvegica Geopark er en europæisk geopark som består af de norske kommuner Larvik og Lardal i Vestfold samt seks kommuner i Telemark: Bamble, Kragerø, Nome, Porsgrunn, Siljan og Skien.
Hensigten med en geopark er formidling af geologiens betydning. Målgrupperne er lokalbefolkning, skoler og turister.